# Бердиєв Омар Ерніязович
Омар Ерніязович Бердиєв (туркм. Omar Ärnyýazowiç Berdiýew; 25 червня 1979 — 6 січня 2023) — туркменський, казахстанський та узбецький футболіст, захисник. Виступав за національну збірну Туркменістану (2000—2010).

## Клубна кар'єра
Професіональну футбольну кар'єру розпочав у ашгабатській «Нісі», після цього виступав за «Копетдаг».
У 2002 році виступав за казахстанський клуб «Шахтар». Виступав у чемпіонаті України за харківський «Металіст» в 2003 році. У 2004 році повернувся в Чемпіонат Казахстану, де до 2007 року грав за футбольні клуби «Атирау» та «Єсіль-Богатир».
У 2007 році дебютував в чемпіонаті Узбекистану в складі самаркандського «Динамо». У 2009 році перейшов в «Алмалик». Сезон 2009/10 провів в азербайджанському «Карвані».

## Кар'єра в збірній
Виступав за збірну Туркменістану з 2000 по 2010 рік. Провів найбільшу кількість матчів за всю історію її існування — 37. Восени 2003 року забив свій перший м'яч за збірну, в рамках попереднього матчу відбіркового турніру на Чемпіонат світу 2006, в Ашгабаті була розгромлена команда Афганістану з рахунком 11:0. Учасник Кубка Азії 2004 року. Останній матч за збірну провів 24 лютого 2010 року проти Таджикистану на Кубку виклику АФК.

### Голи за збірну
| # | Дата              | Місце                 | Суперник   | Рахунок | Результат | Змагання    |
| - | ----------------- | --------------------- | ---------- | ------- | --------- | ----------- |
|   | 19 листопада 2003 | Ашгабат, Туркменістан | Афганістан | 11–0    | Перемога  | кв. ЧС-2006 |

## Досягнення
«Ніса» (Ашгабат)
- Йокарі-Ліга
  -  Чемпіон (2): 1998/99, 2003
  -  Срібний призер (2): 1997/98, 2002

- Кубок Туркменістану
  -  Володар (1): 1998

«Копетдаг» (Ашгабат)
- Йокарі-Ліга
  -  Чемпіон (1): 2000
  -  Срібний призер (1): 2001

- Кубок Туркменістану
  -  Володар (2): 2000, 2001